# Honey (película de 2010)
Honey (en turco: Bal) es una película de drama turca dirigida por Semih Kaplanoğlu, la tercera y última entrega de la "Trilogía de Yusuf", que incluye Egg y Milk. Se estrenó el 16 de febrero de 2010 en la competencia del 60.º Festival de Cine de Berlín, donde se convirtió en la tercera película turca, después de El árido verano en 1964 y Contra la pared en 2004, en ganar el premio Oso de Oro. La película, estrenada en Turquía el 9 de abril de 2010, fue seleccionada como candidata oficial para el Oscar a la Mejor Película Extranjera en la 83.ª entrega de los Premios Óscar, pero no estuvo finalmente en la lista.

## Sinopsis
En la remota y subdesarrollada región oriental del Mar Negro, un niño de seis años de edad, llamado Yusuf, vaga por el bosque en busca de su padre perdido, tratando de darle sentido a su vida. Su padre es un apicultor cuyas abejas han desaparecido inesperadamente, amenazando su subsistencia. Un extraño accidente terminará con la vida de su padre.
Hay poco diálogo o música en la película. Los tres personajes principales, Yusuf y sus padres, son todos bastante taciturnos, y la banda sonora está llena con sonidos de la selva y criaturas que viven allí. El medio ambiente es un tema recurrente.

## Elenco
- Erdal Beşikçioğlu como Yakup.
- Tülin Özen como Zehra.
- Alev Uçarer
- Bora Altaş como Yusuf.
- Ayşe Altay

## Producción
Honey es la última entrega autobiográfica de Kaplanoğlu en su "Trilogía de Yusuf", en honor al personaje central, precedido por Egg (Yumurta, 2007) y Milk (Süt, 2008). Egg se proyectó en el festival de Cannes y Milk en Venecia. La trilogía se cuenta en orden cronológico inverso, y Honey explora la primera infancia de Yusuf .
La película fue rodada en el distrito Camlihemsin de la Provincia de Rize, en el noreste de Turquía y las montañas de Turquía, y fue producida conjuntamente por Kaplan Film Production de Turquía y Heimatfilm de Alemania. El guion fue apoyado con 25,000 liras turcas (aprox. 12.000 euros o $16,500) del Fondo de Desarrollo del Festival de Cine Antalya Eurasia, mientras que la producción fue financiada por el Consejo de Europa Eurimages , el fondo de la Fundación de Cine de Renania del Norte Westfalia y las estaciones de televisión ZDF y Arte.

## Recepción
La película recibió críticas positivas. Rotten tomatoes le dio un 88%, con 25 críticos profesionales dando una revisión positiva. Katja Nicodemo (Die Zeit) elogió la película como una "narrativa existencial acerca de la visión del mundo de un niño, acerca de la pérdida y el duelo". Ella escoge el ritmo calmado y la fotografía del paisaje: "En Bal, crees que puedes oler la llovizna en el camino del niño a la escuela". Detlef Kuhlbrodt (Die Tageszeitung) habló de la "meditativa película" de Kaplanoğlu, mientras que Christina Tilmann (Tagesspiegel) la describió como "una de las más bellas e íntimas películas de este festival", hecha de espectaculares ingredientes "... una película que permite que el espectador sueñe. Se siente el viento, el oxígeno, el aire que deseas mantener contigo tanto como puedas. O como el Sol que brilla en el bosque a través de las maravillosas torre de árboles."

## Premios
Honey venció a otras 19 películas de todo el mundo al ganar el premio Oso de Oro. Su triunfo fue visto como una "sorpresa" por parte de algunos. Kaplanoğlu reaccionó recordando un encuentro con un oso durante el rodaje, "El oso ahora está de vuelta." En una conferencia de prensa el director dijo: "En el nombre de las películas turcas, esta es un premio muy significativo. Es una ayuda para hacer mejores películas". Fue nominada a Mejor Película, Mejor Director y Mejor fotografía en los 23° Premios del Cine Europeo.